# Schwarz-Weiß Neuss
Der  HTC SW Neuss (Hockey und Tennis Club Schwarz-Weiß Neuss e. V.) ist ein traditionsreicher Sportverein in der niederrheinischen Kreisstadt Neuss. Auf der Anlage des Vereins spielen mehr als 500 aktive Mitglieder auf zwei Kunstrasenplätzen mit Flutlichtanlagen sowie zehn Freiluft-Tennisplätzen und zwei Hallen-Tennisplätzen erfolgreich Hockey und Tennis.

## Geschichte
Der Verein wurde 1928 gegründet, jedoch trennten sich die beiden Sportbereiche kurz drauf zum Neusser Tennisclub 03 und zum Hockey-Verein Schwarz-Weiß Neuss. Nach dem Zweiten Weltkrieg formte sich erneut der HTC SW Neuss und spielte seitdem im Jahnstadion im Stadionviertel Hockey und Tennis.
1952 wurde das eigene Vereinsheim eingeweiht, 1981 die Tennishalle mit zwei Plätzen. 1991 erhielt der Verein seinen ersten Kunstrasenplatz und zum 70-jährigen Jubiläum 1998 eine Flutlichtanlage. 2004 wurde ein weiterer Kunstrasenplatz an der Jahnstraße errichtet.

## Erfolge
Die Herrenmannschaft spielt aktuell (Saison 2007/2008) sowohl in der Hallenhockey-Bundesliga (zweiter Platz in der Abschlusstabelle Gruppe West), als auch in der Feldhockey-Bundesliga. Anfang Juli 2007 spielte die Herrenmannschaft erstmals in der Vereinsgeschichte beim Hyundai Final Four in Mönchengladbach um die Deutsche Feldhockeymeisterschaft, und belegte den dritten Platz.
Den größten Erfolg feierte die junge Mannschaft aus Neuss Ende Januar bei der Deutschen Hallenhockeymeisterschaft in Hamburg. Qualifiziert als zweiter der Gruppe West und durch einen Sieg im Viertelfinale auswärts gegen die TG Frankenthal ging es für SW Neuss zum Halbfinale nach Hamburg. Durch einen Sieg im Halbfinale über den Club an der Alster war erst im Finale gegen den Rüsselsheimer RK Schluss. Die 1.-Herren-Mannschaft ist somit Deutscher Hallenhockey-Vize-Meister.
Auch für die Damen von SW Neuss war die Hallenhockey-Saison 2007/2008 die bisher Erfolgreichste. Aufgestiegen aus der Regionalliga marschierte die Mannschaft um Trainer Markus Lonnes bis ins Viertelfinale nach Rüsselsheim durch. Darüber hinaus stellt die Weibliche Jugend A + B den Deutschen Meister 2005. Die weibliche B-Jugend wurde 2008/2009 Deutscher Meister und konnte den Titel sogar in der Hallensaison 2009/2010 verteidigen.

## Persönlichkeiten
- Sebastian Draguhn –  (Weltmeister 2006)
- Lina Geyer – Hockeynationalspielerin (Olympiateilnehmerin Peking 2008)
- Elke Drüll – Hockeynationalspielerin (Olympiateilnehmerin Los Angeles 1984)
- Lukas Blasberg – Hockeynationalspieler (C-Kader)
- Tobias Busse – Hockey-Bundesligaschiedsrichter
- Markus Lonnes – Trainer 1. Damen bis 2009 und Co-Trainer der Damen A-Nationalmannschaft bis 2008
- Walther Lonnes – Ehrenmitglied Deutscher Hockey-Bund 1977–1997, Bundesjugendwart, 1997–2000 DHB-Vizepräsident Leistungssport, 2000–heute Präsident des Westdeutschen Hockey-Verbandes